# Сусень (Харгіта)
Сусень, Сусені (рум. Suseni) — село у повіті Харгіта в Румунії. Адміністративний центр комуни Сусень.
Село розташоване на відстані 250 км на північ від Бухареста, 37 км на північний захід від М'єркуря-Чука, 149 км на схід від Клуж-Напоки, 111 км на північ від Брашова.

## Населення
За даними перепису населення 2002 року у селі проживали 2960 осіб.
Національний склад населення села:
| Національність | Кількість осіб | Відсоток |
| -------------- | -------------- | -------- |
| угорці         | 2924           | 98,8%    |
| румуни         | 36             | 1,2%     |

Рідною мовою назвали:
| Мова      | Кількість осіб | Відсоток |
| --------- | -------------- | -------- |
| угорська  | 2925           | 98,8%    |
| румунська | 35             | 1,2%     |